# Lars Gårding
Lars Jacob Gårding (* 7. März 1919 in Hedemora; † 7. Juli 2014 in Lund) war ein schwedischer Mathematiker, der sich mit partiellen Differentialgleichungen beschäftigte.

## Leben und Wirken
Gårding studierte an der Universität Lund und wurde dort bei Marcel Riesz, dessen Gesammelte Werke er 1988 herausgab, promoviert. Danach wurde er ebenfalls in Lund Professor für Mathematik. Er war mehrfach am Institute for Advanced Study in Princeton (z. B. 1959/60, 1958, 1960, 1966/7), an dem auch die Schweden Arne Beurling und Lars Hörmander (der bei ihm studierte) als Professoren waren und wo er außerdem mit Michael Atiyah und Raoul Bott zusammenarbeitete.
Aus seiner Beschäftigung mit dem Dirichlet-Problem stammt seine „Gårding-Ungleichung“ für Lösungen linearer elliptischer partieller Differentialgleichungen. Gårding beschäftigte sich auch mit linearen hyperbolischen partiellen Differentialgleichungen und partiellen Differentialgleichungen vom gemischten Typ. Mit Arthur Strong Wightman arbeitete er über axiomatische Quantenfeldtheorie („Gårding-Wightman-Axiome“).
Gårding interessierte sich ferner für Mathematikgeschichte und schrieb ein Buch über die Geschichte der Mathematik in Schweden.
1958 hielt er einen Plenarvortrag auf dem Internationalen Mathematikerkongress in Edinburgh (Some Trends and Problems in linear partial differential equations) und 1970 war er Invited Speaker auf dem ICM in Nizza (Sharp fronts and lacunas). Er war Mitglied mehrerer wissenschaftlicher Gesellschaften und Akademien, u. a. seit 1973 der American Academy of Arts and Sciences.

## Schriften
- Cauchy's problem for hyperbolic equations. Chicago University Press, Chicago IL 1958, (Lecture Notes).
- Encounter with Mathematics. Springer, New York NY u. a. 1977, ISBN 0-387-90229-5 (Corrected 2nd printing. ebenda 1983).
- The Dirichlet Problem. In: The Mathematical Intelligencer. Band 2, Nr. 1, 1979, S. 43–53, doi:10.1007/BF03024387.
- Singularities in Linear Wave Propagation (= Lecture Notes in Mathematics. Subseries. Nankai Institute of Mathematics, Tianjin. 2 = Lecture Notes in Mathematics. 1241). Springer, Berlin u. a. 1987, ISBN 3-540-18001-X.
- Mit Torbjörn Tambour: Algebra for Computer Science. Springer, New York NY u. a. 1988, ISBN 0-387-96780-X.
- Matematik och Matematiker. Matematik i Sverige före 1950. Lund University Press, Lund 1994, ISBN 91-7966-271-4 (englisch: Mathematics and Mathematicians. Mathematics in Sweden before 1950 (= History of Mathematics. 13). American Mathematical Society u. a., Providence RI u. a. 1998, ISBN 0-8218-0612-2).
- Some Points of Analysis and Their History (= University Lecture Series. 11). American Mathematical Society, Providence RI 1997, ISBN 0-8218-0757-9.
- Hyperbolic equations in the twentieth century. In: Michele Audin (Hrsg.): Matériaux pour l'histoire des mathématiques au XXe siècle. (Actes du colloque à la mémoire de Jean Dieudonné (Nice 1996)) (= Collection SMF. Séminaires et Congrès. 3). Société Mathématique de France, Marseille 1998, ISBN 2-85629-065-5, S. 37–68, (Digitalisat).